# منورویل (نیویورک)
منورویل (به انگلیسی: Manorville) یک منطقهٔ مسکونی در ایالات متحده آمریکا است که در شهرستان سافک، نیویورک واقع شده‌است. منورویل ۶۶٫۱ کیلومتر مربع مساحت و ۱۴٬۳۱۴ نفر جمعیت دارد و ۱۶ متر بالاتر از سطح دریا واقع شده‌است.